# General Caballero Sport Club
Il General Caballero Sport Club, noto come General Caballero, è una società calcistica paraguaiana con sede a Zeballos Cué, sobborgo di Asunción.

## Palmarès

### Competizioni nazionali
- División Intermedia: 6

1923, 1928, 1962, 1970, 1986, 2010
- Campionato paraguaiano di terza divisione: 3

1993, 2000, 2010

### Altri piazzamenti
- División Intermedia:

Secondo posto: 2004, 2008
Terzo posto: 2003